# Mombasa
Mombasa je drugi po veličini grad i najznačajnija luka Kenije. Smještena je na jugoistoku države, na istoimenom otoku u Indijskom oceanu, mostom povezanim s kopnom. Stanovništvo, koje se ovdje stoljećima doseljavalo s Bliskog istoka i Indije, većinom je muslimanske vjeroispovijedi.
U Port Reitzu, predgrađu Mombase, nalazi se međunarodna zračna luka Moi.
Godine 2006. Mombasa je imala 862.092 stanovnika.

## Gradovi prijatelji
- Honolulu, Havaji, SAD
- Seattle, Washington, SAD

## Vanjske poveznice
- Službena stranica  Arhivirana inačica izvorne stranice od 4. ožujka 2016. (Wayback Machine) (engl.)

### Ostali projekti
|  | Zajednički poslužitelj ima još gradiva o temi Mombasa |